# Piasecznik (powiat choszczeński)
Piasecznik (tuż po wojnie Pacyna, Piaseczno, niem. Petznick) – wieś sołecka w Polsce położona w województwie zachodniopomorskim, w powiecie choszczeńskim, w gminie Choszczno. W latach 1945–54 istniała gmina Piasecznik. W latach 1975–1998 miejscowość administracyjnie należała do województwa gorzowskiego. W roku 2007 wieś liczyła 440 mieszkańców, jest najbardziej na zachód położoną miejscowością zarówno gminy jak i powiatu.

## Geografia
Wieś leży ok. 10 km na północny zachód od Choszczna, na skrzyżowaniu drogi wojewódzkiej nr 160 z drogą wojewódzką nr 122, nad dwoma jeziorami: Piasecznik Duży i Piasecznik Mały.

## Historia
Piasecznik w średniowieczu należał do rodzin szlacheckich (von Wedel, Güntersberg). Wieś wzmiankowana w 1278 r., kiedy to na mocy układu książę Barnim I odzyskał wsie położone w rozwidleniu Iny, uznając je za lenno otrzymane od margrabiego Konrada II. W 1774 r. wybudowano folwark domenalny a cztery lata później młyn wodny. Od XIII wieku do pocz. XX wieku wieś związana historią z losem ziemi pyrzyckiej. 

## Zabytki
Do wojewódzkiego rejestru zabytków wpisany jest:
- kościół pod wezwaniem św. Andrzeja Boboli, gotycki z XV wieku, przebudowany w XIX wieku. Kościół parafialny, rzymskokatolicki należący do dekanatu Suchań, archidiecezji szczecińsko-kamieńskiej, metropolii szczecińsko-kamieńskiej. Kościół halowy, zbudowany z kamienia polnego z neogotycką kruchtą południową[7]. Otwory dzienne zamknięte ostrym dwuskokowym łukiem. Wewnątrz sklepienia z desek. Na ścianie frontowej świątyni mozaika z patronem św. Andrzejem Bobolą.

Inne zabytki:
- pozostałości parku dworskiego z drugiej połowy XIX wieku, położonego między dwoma jeziorami,
- kamienny obelisk upamiętniający poległych w czasie I wojny światowej.

## Osoby urodzone w Piaseczniku
- Hermann Daniel Hermes (1734-1807) – niemiecki teolog ewangelicki, został tytułowym bohaterem książki Henryka Wańka Sprawa Hermesa[8].
- Johann Timotheus Hermes (1738-1821) – niemiecki poeta, prozaik i teolog[9].